# Mimmi Löfwenius
Mimmi Matilda Löfwenius Veum, född 16 februari 1994 i Alingsås, är en svensk-norsk fotbollsspelare (anfallare) som spelar för norska Vålerenga Fotball Damer. Hennes mor, Lotta Löfwenius, har spelat för Öxabäcks IF i Damallsvenskan.
Löfwenius upptäcktes ha ett hjärtfel sommaren 2009. Men hon kunde fortsätta med elitfotboll efter en operation.

## Klubbkarriär
Löfwenius moderklubb är Holmalunds IF. I augusti 2010 gick hon över till Dalsjöfors GoIF, som redan under hennes första säsong blev uppflyttade till Damallsvenskan. Under sin första allsvenska säsong spelade Löfwenius 20 matcher och gjorde fyra mål.
I december 2011 värvades Löfwenius av Kopparbergs/Göteborg FC. Hon spelade sju matcher för klubben innan hon i september 2012 värvades av Jitex BK. Under sina två säsonger i klubben spelade Löfwenius totalt 28 seriematcher och gjorde nio mål.
I november 2013 värvades Löfwenius av norska LSK Kvinner. Under sin debutsäsong i klubben var hon med och vann både Toppserien och cupen. Säsongen 2017 spelade Löfwenius inte då hon var gravid och inför säsongen 2018 värvades hon av Lyn. Säsongen 2019 var Löfwenius på nytt gravid och inför säsongen 2020 lånades hon tillbaka till LSK Kvinner på ett låneavtal över vårsäsongen. Inför säsongen 2021 återvände hon till LSK Kvinner på en permanent övergång.

## Landslagskarriär
2012 var hon med och vann guld med Sveriges U19-landslag i U19-Europamästerskapet.

## Meriter
LSK Kvinner
- Toppserien: 2014, 2015, 2016
- Norska cupen: 2014, 2015, 2016